# Diversidad sexual en Bosnia y Herzegovina
Las personas lesbianas, gays, bisexuales y transexuales (LGBT) en Bosnia y Herzegovina pueden tener que enfrentarse a retos legales que no experimentan los residentes que no son LGBT. Tanto los actos homosexuales entre hombres y entre mujeres son legales en Bosnia y Herzegovina. Aun así, los hogares al mando de parejas del mismo sexo no pueden optar a las mismas protecciones legales disponibles para parejas de sexo opuesto.
Bosnia y Herzegovina es un país secular, compuesto principalmente por católicos, musulmanes y cristianos ortodoxos. Sin embargo, la religión desempeña un papel importante en la sociedad bosnia. Como consecuencia de ello, las actitudes hacia los miembros de la comunidad LGBT tienden a ser bastante conservadoras, como en muchos otros países de la Europa del Este. Muchos eventos LGBT, especialmente el 2008 Queer Sarajevo Festival, han acabado en violencia, después de que los radicales islámicos atacaran a las multitudes y entonaran frases extremistas. Según una encuesta del 2015, el 51% de los bosnios LGBT afirmó haber sufrido alguna forma de discriminación dirigida contra ellos, incluyendo abuso verbal, acoso e incluso violencia física.
No obstante, las actitudes están cambiando. En 2016, el Gobierno aprobó una ley integral contra la discriminación, prohibiendo la discriminación basada en la orientación sexual, la identidad de género y las características sexuales. Cada vez más bares y locales gays están abriendo, especialmente en la capital, Sarajevo. El deseo de unir Bosnia y Herzegovina a la Unión Europea ha desempeñado también un papel importante en el acercamiento del Gobierno a los derechos LGBT. La International Lesbian, Gay, Bisexual, Trans and Intersex Association ha situado a Bosnia y Herzegovina en el lugar 27 de 49 países europeos en materia de legislación de derechos LGBT.
El 9 de septiembre de 2019 se realizó por primera vez una celebración del orgullo LGBT en el país, que tuvo lugar en Sarajevo y que ha continuado celebrándose en los años siguientes.

## Ley respecto a la actividad sexual entre personas del mismo sexo
Bosnia y Herzegovina está gobernada por dos entidades políticas, la Federación de Bosnia y Herzegovina y República Srpska. La actividad sexual entre parejas del mismo sexo fue legalizada en la Federación de Bosnia y Herzegovina en 1996 y en la República Srpska en 1998, por aquellas dos entidades que adoptan sus propias leyes criminales. El Distrito de Brčko siguió sus pasos y legalizó la homosexualidad en 2003. La edad de consentimiento es de 14 años, independientemente de la orientación sexual (mantener relaciones sexuales con una persona menor de 14 años está considerado estupro).

## Protección contra la discriminación
El artículo 12 de la Ley de Igualdad de Sexos, adoptada a principios del 2003, prohíbe la discriminación de género y orientación sexual. Sin embargo, la orientación sexual no está explícitamente definida.
La ley laboral de la Federación de Bosnia y Herzegovina (FBiH) también prohíbe explícitamente la discriminación basada en la orientación sexual, así como la ley laboral del Distrito de Brčko.
La Ley Contra la Discriminación fue adoptada en 2009, prohibiendo la discriminación basada en el sexo, identidad de género y la orientación sexual. Además, la ley prohíbe el acaso (Bosnio: en bosnio: uznemiravanje) y la segregación (en bosnio: uznemiravanje: segregacija
) en la base a la orientación sexual.
En julio de 2016, el Parlamento de Bosnia y Herzegovina adoptó un proyecto de ley que enmienda las leyes anti-discriminación para prohibir explícitamente la discriminación basada en orientación sexual, identidad de género y características de sexo.

### Leyes de delito del odio
En abril de 2016, la Federación de Bosnia y Herzegovina aprobó enmiendas a su Código Criminal ilegalizando los delitos de odio en la base a la identidad género y la orientación sexual. La ley fue publicada en la gaceta oficial el 15 de junio de 2016. Prohibiciones similares ya existían en la Republika Srpska y el Distrito de Brčko.

## Identidad de género y expresión
Las personas transgénero pueden cambiar su género legal en Bosnia y Herzegovina después de haberse sometido a una cirugía de reasignación de sexo y otros tratamientos médicos.

## Opinión pública
Una encuesta de 2015 concluyó que el 44% de bosnios intentaría curar su niño si él se identificara como gay. Otro 11% declaró que pararían de comunicarse con su niño completamente.
Un sondeo de 2015 concluyó que el 30% de la población de Bosnia y Herzegovina apoya conceder a las parejas del mismo sexo algunos derechos asociados con el matrimonio, tales como por ejemplo derechos económicos y sociales.
Según una encuesta de Pew Research publicada en 2017, el 13% de encuestados en Bosnia y Herzegovina apoyan el matrimonio de parejas del mismo sexo, oponiéndose un 84%.

## Tabla de resumen
| Sexo entre personas del mismo sexo legal                                                          | (desde 2003, a nivel nacional)                       |
| Edad de consentimiento igualitaria                                                                | (desde 2003, a nivel nacional)                       |
| Leyes anti-discriminación en el trabajo                                                           | (desde 2003)                                         |
| Leyes anti-discriminación en la provisión de bienes y servicios                                   | (desde 2003)                                         |
| Leyes anti-discriminación en todas otras áreas (incl. discriminación indirecta, discurso de odio) | (desde 2009)                                         |
| Leyes contra delitos de odio que incluyen identidad de género y orientación sexual                | (desde 2016, a nivel nacional)                       |
| Matrimonios de sexo mismo                                                                         |                                                      |
| Reconocimiento de parejas de sexo mismo                                                           | (Propuesto en la Federación de Bosnia y Herzegovina) |
| Reconocimiento de adopción para personas solteras sin tener en cuenta la orientación sexual       |                                                      |
| Adopción de hijastros por parejas del sexo mismo                                                  |                                                      |
| Adopción conjunta por parejas del mismo sexo                                                      |                                                      |
| Gays, lesbianas y bisexuales permitidos para servir abiertamente en el ejército                   |                                                      |
| Derecho a cambiar género legal                                                                    |                                                      |
| Acceso a IVF para lesbianas                                                                       |                                                      |
| Gestación subrogada para parejas del mismo sexo masculinas                                        |                                                      |
| Terapia de conversión prohibida en menores                                                        |                                                      |
| MSMs Dejó para dar sangre                                                                         |                                                      |

## Otras fuentes
- El Invisible Q? Asuntos de derechos humanos y Preocupaciones de LGBTIQ personas en Bosnia y Herzegovina Archivado el 24 de septiembre de 2015 en Wayback Machine.
- El Estado de Lesbiana, Gay, Bisexual y Transgender Derechos en Bosnia y Herzegovina: Un Informe de Sombra
- Queer Festival de Sarajevo 2008 película documental
- Queer Festival de Sarajevo 2008 historias digitales
- Cubierto por John Greyson
- Especial Rapporteur en la situación de defensores de derechos humanos: las referencias a derechos humanos se preocupa basadas en Género y Orientación Sexuales Identidad
- Estudio en Homophobia, Transphobia y Discriminación en Tierras de Género y Orientación Sexuales Identidad @– Informe Sociológico: Bosnia-Herzegovina
- Estudio en Homophobia, Transphobia y Discriminación en Tierras de Género y Orientación Sexuales Identidad @– Informe Legal: Bosnia y Herzegovina